# CEV Cup 2007–2008 (damer)
CEV Cup 2009–2010 spelades mellan 24 november 2007 och 16 mars 2008. Det var den 36:e upplagan av tävlingen och 32 lag från CEV:s medlemsförbund deltog. Finalspelet (semifinaler och framåt) spelades i Belgrad, Serbien. Robursport Volley Pesaro vann tävlingen för första gången genom att besegra Entente Sportive Le Cannet-Rocheville i finalen. Vesna Jovanović var främsta poängvinnare och utsågs även till mest värdefulla spelare.

## Deltagande lag
| - CV Albacete - USSP Albi - AMVJ - Panathinaikos Athlitikos Omilos - Rabita Baku - Atlant Baranovici - OK Röda stjärnan Belgrad - BKS Stal Bielsko-Biała | - CS Dinamo București - CV Diego Porcelos - KS Pałac Bydgoszcz - Volleyball Franches-Montagnes - CSU Metal Galați - VDK Gent - Holte IF - Karşıyaka SK | - VK Samorodok - Asterix Kieldrecht - ATSC Klagenfurt - Volley Köniz - AEK Larnaca - Entente Sportive Le Cannet-Rocheville - Longa '59 - CS Madeira | - VK Minsk - OK HIT Nova Gorica - Jinestra Odesa - ŽOK Osijek - Robursport Volley Pesaro - Volley 80 Pétange - CD Ribeirense - HAOK Mladost |

## Sextondelsfinaler

### Match 1
| Datum    | Mellan                                                     | Resultat | Set   | Set   | Set   | Set   | Set  | Poäng totalt | Speltid | Åskådare |
| Datum    | Mellan                                                     | Resultat | 1     | 2     | 3     | 4     | 5    | Poäng totalt | Speltid | Åskådare |
| -------- | ---------------------------------------------------------- | -------- | ----- | ----- | ----- | ----- | ---- | ------------ | ------- | -------- |
| 24-11-07 | CV Diego Porcelos - BKS Stal Bielsko-Biała                 | 0 - 3    | 19:25 | 23:25 | 17:25 |       |      | 59 - 75      | 1h:10   | 1.000    |
| 24-11-07 | AEK Larnaca - Jinestra Odesa                               | 1 - 3    | 8:25  | 19:25 | 25:21 | 20:25 |      | 72 - 96      | 1h:20   | 200      |
| 24-11-07 | VK Minsk - Volley 80 Pétange                               | 3 - 0    | 25:0  | 25:0  | 25:0  |       |      | 75 - 0       | 0h:00   | 0        |
| 24-11-07 | ŽOK Osijek - Volleyball Franches-Montagnes                 | 3 - 0    | 25:15 | 25:20 | 25:18 |       |      | 75 - 53      | 1h:15   | 1.000    |
| 24-11-07 | Volley Köniz - ATSC Klagenfurt                             | 3 - 0    | 25:19 | 25:17 | 25:16 |       |      | 75 - 52      | 1h:10   | 510      |
| 24-11-07 | Longa '59 - Atlant Baranovici                              | 3 - 2    | 10:25 | 25:15 | 19:25 | 25:22 | 15:9 | 94 - 96      | 1h:52   | 700      |
| 24-11-07 | OK HIT Nova Gorica - Rabita Baku                           | 3 - 0    | 25:16 | 26:24 | 25:18 |       |      | 76 - 58      | 1h:45   | 400      |
| 24-11-07 | Entente Sportive Le Cannet-Rocheville - USSP Albi          | 3 - 1    | 25:18 | 25:18 | 23:25 | 25:21 |      | 98 - 82      | 1h:46   | 600      |
| 25-11-07 | Robursport Volley Pesaro - CS Madeira                      | 3 - 0    | 25:22 | 25:12 | 25:14 |       |      | 75 - 48      | 1h:18   | 1.250    |
| 25-11-07 | AMVJ - CD Ribeirense                                       | 3 - 0    | 25:20 | 25:12 | 25:17 |       |      | 75 - 49      | 1h:14   | 0        |
| 25-11-07 | CSU Metal Galați - CS Dinamo București                     | 3 - 1    | 22:25 | 25:21 | 25:17 | 25:22 |      | 97 - 85      | 1h:40   | 780      |
| 25-11-07 | KS Pałac Bydgoszcz - Karşıyaka SK                          | 3 - 0    | 25:12 | 25:14 | 25:14 |       |      | 75 - 40      | 1h:03   | 1.000    |
| 25-11-07 | Panathinaikos Athlitikos Omilos - OK Röda stjärnan Belgrad | 3 - 1    | 25:17 | 25:19 | 26:28 | 27:25 |      | 103 - 89     | 1h:50   | 700      |
| 25-11-07 | Holte IF - CV Albacete                                     | 0 - 3    | 11:25 | 12:25 | 17:25 |       |      | 40 - 75      | 1h:05   | 100      |
| 25-11-07 | Asterix Kieldrecht - HAOK Mladost                          | 3 - 0    | 25:15 | 25:21 | 25:17 |       |      | 75 - 53      | 1h:11   | 600      |
| 01-12-07 | VK Samorodok - VDK Gent                                    | 3 - 0    | 25:12 | 30:28 | 25:18 |       |      | 80 - 58      | 1h:16   | 650      |

### Match 2
| Datum    | Mellan                                                     | Resultat | Set   | Set   | Set   | Set   | Set  | Poäng totalt | Speltid | Åskådare |
| Datum    | Mellan                                                     | Resultat | 1     | 2     | 3     | 4     | 5    | Poäng totalt | Speltid | Åskådare |
| -------- | ---------------------------------------------------------- | -------- | ----- | ----- | ----- | ----- | ---- | ------------ | ------- | -------- |
| 29-11-07 | Volleyball Franches-Montagnes - ŽOK Osijek                 | 1 - 3    | 15:25 | 23:25 | 25:22 | 16:25 |      | 79 - 97      | 1h:50   | 920      |
| 01-12-07 | CS Madeira - Robursport Volley Pesaro                      | 0 - 3    | 16:25 | 18:25 | 22:25 |       |      | 56 - 75      | 0h:59   | 420      |
| 01-12-07 | CS Dinamo București - CSU Metal Galați                     | 3 - 0    | 25:21 | 25:15 | 25:14 |       |      | 75 - 50      | 1h:05   | 1.000    |
| 01-12-07 | BKS Stal Bielsko-Biała - CV Diego Porcelos                 | 3 - 0    | 25:22 | 25:16 | 25:16 |       |      | 75 - 54      | 1h:07   | 650      |
| 01-12-07 | Jinestra Odesa - AEK Larnaca                               | 3 - 0    | 25:5  | 25:12 | 25:11 |       |      | 75 - 28      | 0h:54   | 1.012    |
| 01-12-07 | Volley 80 Pétange - VK Minsk                               | 0 - 3    | 0:25  | 0:25  | 0:25  |       |      | 0 - 75       | 0h:00   | 0        |
| 01-12-07 | OK Röda stjärnan Belgrad - Panathinaikos Athlitikos Omilos | 3 - 1    | 22:25 | 25:22 | 25:12 | 26:24 |      | 98 - 83      | 1h:46   | 1.200    |
| 01-12-07 | ATSC Klagenfurt - Volley Köniz                             | 1 - 3    | 33:31 | 13:25 | 10:25 | 27:29 |      | 83 - 110     | 1h:44   | 110      |
| 01-12-07 | CV Albacete - Holte IF                                     | 3 - 0    | 25:10 | 25:13 | 25:18 |       |      | 75 - 41      | 1h:13   | 600      |
| 01-12-07 | Atlant Baranovici - Longa '59                              | 3 - 1    | 23:25 | 25:14 | 25:20 | 33:31 |      | 106 - 90     | 1h:57   | 1.000    |
| 01-12-07 | Rabita Baku - OK HIT Nova Gorica                           | 2 - 3    | 25:19 | 25:22 | 16:25 | 18:25 | 7:15 | 91 - 106     | 2h:05   | 1.800    |
| 01-12-07 | HAOK Mladost - Asterix Kieldrecht                          | 1 - 3    | 15:25 | 25:21 | 22:25 | 21:25 |      | 83 - 96      | 1h:46   | 162      |
| 01-12-07 | USSP Albi - Entente Sportive Le Cannet-Rocheville          | 1 - 3    | 27:29 | 17:25 | 30:28 | 22:25 |      | 96 - 107     | 1h:57   | 900      |
| 02-12-07 | CD Ribeirense - AMVJ                                       | 1 - 3    | 22:25 | 19:25 | 25:22 | 26:28 |      | 92 - 100     | 1h:53   | 170      |
| 02-12-07 | VDK Gent - VK Samorodok                                    | 0 - 3    | 21:25 | 18:25 | 24:26 |       |      | 63 - 74      | 1h:17   | 400      |
| 02-12-07 | Karşıyaka SK - KS Pałac Bydgoszcz                          | 1 - 3    | 24:26 | 25:23 | 28:30 | 9:25  |      | 86 - 104     | 1h:49   | 1.200    |

### Kvalificerade lag
| - CV Albacete - AMVJ - Atlant Baranovici (8:15)* - OK Röda stjärnan Belgrad (10:15)* - BKS Stal Bielsko-Biała - KS Pałac Bydgoszcz - CSU Metal Galați (15:9)* - VK Samorodok | - Asterix Kieldrecht - Volley Köniz - Entente Sportive Le Cannet-Rocheville - VK Minsk - OK HIT Nova Gorica - Jinestra Odesa - ŽOK Osijek - Robursport Volley Pesaro |

* Kvalificerad genom golden-set

## Åttondelsfinaler

### Match 1
| Datum    | Mellan                                                     | Resultat | Set   | Set   | Set   | Set   | Set   | Poäng totalt | Speltid | Åskådare |
| Datum    | Mellan                                                     | Resultat | 1     | 2     | 3     | 4     | 5     | Poäng totalt | Speltid | Åskådare |
| -------- | ---------------------------------------------------------- | -------- | ----- | ----- | ----- | ----- | ----- | ------------ | ------- | -------- |
| 11-12-07 | Asterix Kieldrecht - Entente Sportive Le Cannet-Rocheville | 1 - 3    | 7:25  | 25:22 | 18:25 | 23:25 |       | 73 - 97      | 1h:40   | 220      |
| 12-12-07 | CSU Metal Galați - BKS Stal Bielsko-Biała                  | 3 - 2    | 21:25 | 25:22 | 22:25 | 25:21 | 15:11 | 108 - 104    | 2h:00   | 850      |
| 12-12-07 | VK Samorodok - Jinestra Odesa                              | 3 - 0    | 25:12 | 25:16 | 25:15 |       |       | 75 - 43      | 0h:59   | 2.780    |
| 12-12-07 | ŽOK Osijek - OK Röda stjärnan Belgrad                      | 0 - 3    | 20:25 | 15:25 | 22:25 |       |       | 57 - 75      | 1h:15   | 1.000    |
| 12-12-07 | Volley Köniz - CV Albacete                                 | 2 - 3    | 25:23 | 25:21 | 23:25 | 27:29 | 3:15  | 103 - 109    | 2h:15   | 780      |
| 12-12-07 | Atlant Baranovici - OK HIT Nova Gorica                     | 3 - 0    | 25:23 | 25:22 | 25:22 |       |       | 75 - 67      | 1h:20   | 1.000    |
| 13-12-07 | Robursport Volley Pesaro - AMVJ                            | 3 - 1    | 25:15 | 25:27 | 25:20 | 25:19 |       | 100 - 81     | 1h:42   | 800      |
| 13-12-07 | VK Minsk - KS Pałac Bydgoszcz                              | 0 - 3    | 20:25 | 15:25 | 22:25 |       |       | 57 - 75      | 1h:16   | 1.000    |

### Match 2
| Datum    | Mellan                                                     | Resultat | Set   | Set   | Set   | Set   | Set | Poäng totalt | Speltid | Åskådare |
| Datum    | Mellan                                                     | Resultat | 1     | 2     | 3     | 4     | 5   | Poäng totalt | Speltid | Åskådare |
| -------- | ---------------------------------------------------------- | -------- | ----- | ----- | ----- | ----- | --- | ------------ | ------- | -------- |
| 18-12-07 | Jinestra Odesa - VK Samorodok                              | 0 - 3    | 22:25 | 21:25 | 9:25  |       |     | 52 - 75      | 1h:06   | 500      |
| 18-12-07 | CV Albacete - Volley Köniz                                 | 3 - 0    | 25:14 | 25:21 | 25:17 |       |     | 75 - 52      | 1h:13   | 700      |
| 18-12-07 | OK HIT Nova Gorica - Atlant Baranovici                     | 3 - 1    | 25:22 | 19:25 | 25:20 | 25:19 |     | 94 - 86      | 1h:43   | 200      |
| 19-12-07 | AMVJ - Robursport Volley Pesaro                            | 0 - 3    | 18:25 | 25:27 | 20:25 |       |     | 63 - 77      | 1h:24   | 300      |
| 19-12-07 | BKS Stal Bielsko-Biała - CSU Metal Galați                  | 3 - 1    | 25:20 | 25:20 | 20:25 | 25:13 |     | 95 - 78      | 1h:33   | 852      |
| 19-12-07 | KS Pałac Bydgoszcz - VK Minsk                              | 3 - 0    | 25:20 | 25:19 | 25:15 |       |     | 75 - 54      | 1h:14   | 350      |
| 19-12-07 | Entente Sportive Le Cannet-Rocheville - Asterix Kieldrecht | 3 - 1    | 26:28 | 25:13 | 25:21 | 25:15 |     | 101 - 77     | 1h:37   | 600      |
| 20-12-07 | OK Röda stjärnan Belgrad - ŽOK Osijek                      | 3 - 1    | 25:23 | 22:25 | 25:11 | 25:20 |     | 97 - 79      | 1h:35   | 1.500    |

### Kvalificerade lag
- CV Albacete
- Atlant Baranovici (15:6)*
- OK Röda stjärnan Belgrad
- BKS Stal Bielsko-Biała (13:15)*
- KS Pałac Bydgoszcz
- VK Samorodok
- Entente Sportive Le Cannet-Rocheville
- Robursport Volley Pesaro

## Kvartsfinaler

### Match 1
| Datum    | Mellan                                                    | Resultat | Set   | Set   | Set   | Set   | Set   | Poäng totalt | Speltid | Åskådare |
| Datum    | Mellan                                                    | Resultat | 1     | 2     | 3     | 4     | 5     | Poäng totalt | Speltid | Åskådare |
| -------- | --------------------------------------------------------- | -------- | ----- | ----- | ----- | ----- | ----- | ------------ | ------- | -------- |
| 23-01-08 | VK Samorodok - KS Pałac Bydgoszcz                         | 3 - 0    | 25:0  | 25:0  | 25:0  |       |       | 75 - 0       | 0h:00   | 0        |
| 23-01-08 | Atlant Baranovici - Entente Sportive Le Cannet-Rocheville | 3 - 2    | 21:25 | 25:22 | 21:25 | 25:23 | 15:9  | 107 - 104    | 1h:59   | 1.000    |
| 23-01-08 | Robursport Volley Pesaro - BKS Stal Bielsko-Biała         | 3 - 1    | 23:25 | 25:20 | 25:22 | 25:23 |       | 98 - 90      | 1h:47   | 500      |
| 24-01-08 | OK Röda stjärnan Belgrad - CV Albacete                    | 3 - 2    | 25:22 | 25:15 | 21:25 | 21:25 | 15:13 | 107 - 100    | 2h:04   | 1.250    |

### Match 2
| Datum    | Mellan                                                    | Resultat | Set   | Set   | Set   | Set   | Set   | Poäng totalt | Speltid | Åskådare |
| Datum    | Mellan                                                    | Resultat | 1     | 2     | 3     | 4     | 5     | Poäng totalt | Speltid | Åskådare |
| -------- | --------------------------------------------------------- | -------- | ----- | ----- | ----- | ----- | ----- | ------------ | ------- | -------- |
| 30-01-08 | KS Pałac Bydgoszcz - VK Samorodok                         | 0 - 3    | 0:25  | 0:25  | 0:25  |       |       | 0 - 75       | 0h:00   | 0        |
| 30-01-08 | Entente Sportive Le Cannet-Rocheville - Atlant Baranovici | 3 - 0    | 25:19 | 25:15 | 25:17 |       |       | 75 - 51      | 1h:12   | 800      |
| 31-01-08 | BKS Stal Bielsko-Biała - Robursport Volley Pesaro         | 0 - 3    | 19:25 | 19:25 | 21:25 |       |       | 59 - 75      | 1h:15   | 1.300    |
| 31-01-08 | CV Albacete - OK Röda stjärnan Belgrad                    | 2 - 3    | 19:25 | 25:22 | 24:26 | 25:21 | 18:16 | 111 - 110    | 2h:10   | 1.200    |

### Kvalificerade lag
- OK Röda stjärnan Belgrad
- VK Samorodok
- Entente Sportive Le Cannet-Rocheville (11:15)*
- Robursport Volley Pesaro

## Finalspel
Finalspelet genomfördes i SC Pionir, Belgrad, Serbien helgen 15/16 mars.
|  | Semifinaler                           | Semifinaler |                                       |                          | Final                    | Final               |  |
|  |                                       |             |                                       |                          |                          |                     |  |
|  | Robursport Volley Pesaro              | 3           |                                       |                          |                          |                     |  |
|  | Robursport Volley Pesaro              | 3           |                                       |                          |                          |                     |  |
|  | VK Samorodok                          | 0           |                                       |                          |                          |                     |  |
|  | VK Samorodok                          | 0           |                                       | Robursport Volley Pesaro | 3                        |                     |  |
|  |                                       |             |                                       | Robursport Volley Pesaro | 3                        |                     |  |
|  |                                       |             | Entente Sportive Le Cannet-Rocheville | 0                        |                          |                     |  |
|  | OK Röda stjärnan Belgrad              | 2           | Entente Sportive Le Cannet-Rocheville | 0                        |                          |                     |  |
|  | OK Röda stjärnan Belgrad              | 2           |                                       |                          |                          |                     |  |
|  | Entente Sportive Le Cannet-Rocheville | 3           |                                       |                          | Match om tredjepris      | Match om tredjepris |  |
|  | Entente Sportive Le Cannet-Rocheville | 3           |                                       |                          |                          |                     |  |
|  |                                       |             |                                       |                          |                          |                     |  |
|  |                                       |             |                                       |                          | VK Samorodok             | 2                   |  |
|  |                                       |             |                                       |                          | VK Samorodok             | 2                   |  |
|  |                                       |             |                                       |                          | OK Röda stjärnan Belgrad | 3                   |  |

### Resultat
| Datum    | Mellan                                                           | Resultat | Set   | Set   | Set   | Set   | Set   | Poäng totalt | Speltid | Åskådare |
| Datum    | Mellan                                                           | Resultat | 1     | 2     | 3     | 4     | 5     | Poäng totalt | Speltid | Åskådare |
| -------- | ---------------------------------------------------------------- | -------- | ----- | ----- | ----- | ----- | ----- | ------------ | ------- | -------- |
| 15-03-08 | Robursport Volley Pesaro - VK Samorodok                          | 3 - 0    | 25:15 | 25:20 | 25:15 |       |       | 75 - 50      | 1h:09   | 650      |
| 15-03-08 | OK Röda stjärnan Belgrad - Entente Sportive Le Cannet-Rocheville | 2 - 3    | 21:25 | 25:18 | 20:25 | 25:22 | 10:15 | 101 - 105    | 2h:08   | 6.500    |
| 16-03-08 | VK Samorodok - OK Röda stjärnan Belgrad                          | 2 - 3    | 19:25 | 26:24 | 21:25 | 25:23 | 12:15 | 103 - 112    | 1h:49   | 4.000    |
| 16-03-08 | Robursport Volley Pesaro - Entente Sportive Le Cannet-Rocheville | 3 - 0    | 25:15 | 25:14 | 26:24 |       |       | 76 - 53      | 1h:17   | 1.000    |

## Individuella utmärkelser
| Utmärkelse              | Namn               | Lag                                   |
| ----------------------- | ------------------ | ------------------------------------- |
| Mest värdefulla spelare | Vesna Jovanović    | Entente Sportive Le Cannet-Rocheville |
| Bästa poängvinnare      | Vesna Jovanović    | Entente Sportive Le Cannet-Rocheville |
| Bästa anfallare         | Christiane Fürst   | Robursport Volley Pesaro              |
| Bästa blockare          | Bojana Živković    | OK Röda stjärnan Belgrad              |
| Bästa servare           | Yuliana Kiseleva   | VK Samorodok                          |
| Bästa passare           | Francesca Ferretti | Robursport Volley Pesaro              |
| Bästa mottagare         | Estelle Quérard    | Entente Sportive Le Cannet-Rocheville |
| Bästa libero            | Nina Rosić         | OK Röda stjärnan Belgrad              |